# Tóth János Gergely
Tóth János Gergely (Békéscsaba, 1991. december 1. –) magyar színész.

## Életpályája
A békéscsabai 1-es számú Áchim L. András (ma Petőfi utcai általános) iskolában tanult, majd 2010-ben a szentesi Horváth Mihály Gimnázium irodalom-dráma tagozatán érettségizett. 2019-ben diplomázott a Kaposvári Egyetem Művészeti Karának színművész szakán.
Játszott a kaposvári Csiky Gergely Színház előadásaiban, Németh Ákos szerző-rendező előadásaiban, majd a Pesti Magyar Színházban, valamint budapesti független színházi előadásokban. Szerepel tévé- és mozifilmekben. 2019-2023 között a Pesti Magyar Színház tagja volt. 2023-tól az Újszínház színésze.

## Színházi szerepeiből
- Ivanyos Ambrus: Lángolj (Bauer Sándor)
- Scherer Péter–Gyulay Eszter: T. (T)
- Forgách András: A pincér (pincér)
- Mihail Bulgakov: A Turbin család végnapjai (Larion Szurzsanszkij)
- Németh  Ákos: Babett hazudik (Simon)
- Tasnádi István–Vidovszky György: A harmadik hullám (Guszti)
- Friedrich Schiller: Ármány és szerelem (Ferdinánd)
- Vajda Katalin: Legyetek jók ha tudtok
- Tasnádi-Jeli: Időfutár (Mozart)
- Gyulay Eszter: Madárka (Madárka)

## Filmjei

### Játékfilmek
- Hajnali láz (2015)
- Sohavégetnemérős (2016)
- Magyar Passió (2021)
- Pacsirta (2022)

### Tévéfilmek
- Egynyári kaland (2015)
- Tizenkét Pokol (2018)
- Koller Éva bátorsága (2018)
- Szabadság, harc (2019)
- Elszámolnivaló  (2019)
- Nofilter (2019)